# Aina Kuric
Pour les articles homonymes, voir Kuric.
Aina Kuric, née le 15 mai 1987 à Creil, est une femme politique franco-malgache.
Elle est élue en 2017 députée dans la deuxième circonscription de la Marne, sous l'étiquette de La République en marche. Elle se fait remarquer en 2018 en votant contre le projet de loi Asile et immigration. Elle quitte son parti l'année suivante puis le groupe parlementaire associé en 2020 pour Agir ensemble.

## Situation personnelle
Aina Kuric est née en France de parents malgaches et possède les nationalités française et malgache. Elle a cependant passé une partie de son enfance à Madagascar, avant que sa famille ne soit rapatriée en 2002 à la suite de troubles politiques dans le pays lors de l'élection du président Ravalomanana. 
Elle est titulaire d'un BTS en hôtellerie-restauration. Cheffe d’entreprise, elle organise des visites guidées de vignobles,.
Elle est divorcée et mère d'une fille.

## Parcours politique

### Députée de la Marne (2017-2022)
Référente En marche dans le département de la Marne pendant la campagne présidentielle de 2017, Aina Kuric est investie par La République en marche pour les élections législatives de juin dans la 2e circonscription de la Marne. Elle arrive en tête du premier tour, devançant d'environ 2 700 voix la députée LR sortante, Catherine Vautrin, vice-présidente de l'Assemblée nationale et ancienne ministre. Au second tour, elle est élue députée avec une avance plus réduite de 660 suffrages, soit 51,21 % des voix,.
En avril 2018, elle est l'une des rares députées de son groupe à s'abstenir sur le projet de loi Asile et Immigration lors de sa première lecture. En juillet 2018, elle vote contre la version définitive du texte, malgré l'interdiction qu'ont les députés La République en marche de voter contre un projet de loi du gouvernement, en raison de l'amendement ajouté qui modifie les conditions d'accès à la nationalité française à Mayotte, se déclarant très sensible à cette question de par ses origines malgaches,. Le groupe LREM, après la menace d'une exclusion, lui adresse  un avertissement. Elle quitte le parti le 7 juin 2019, mais reste au sein du groupe en tant qu'apparentée. Le 26 mai 2020, elle rejoint le groupe nouvellement créé Agir ensemble.
La participation de plusieurs députés, dont Aina Kuric, dans un restaurant parisien, où elle apparaît avec ses collègues Marion Lenne (Savoie), Liliana Tanguy (Finistère) et Jean-Bernard Sempastous (Hautes-Pyrénées), à une soirée organisée par le cabinet de lobbying Com'Publics le 5 novembre 2019 crée une polémique.
Candidate à sa réélection lors des élections législatives de 2022 sous l'étiquette « Divers centre », elle est battue dès le premier tour, ayant recueilli 12,51 % des suffrages exprimés.

### Elections régionales de 2021
En 2021, elle est candidate aux élections régionales dans le Grand Est en tant que tête de liste marnaise sur la liste LREM menée par la ministre déléguée à l'insertion Brigitte Klinkert.

## Détails des mandats et fonctions
- 21 juin 2017 - 22 juin 2022 : députée de la deuxième circonscription de la Marne
- depuis le 2 juillet 2021 : conseillère régionale du Grand Est

## Synthèse des résultats électoraux
| Année | Parti | Parti | Circonscription | 1er tour | 1er tour | 1er tour | 2d tour | 2d tour | 2d tour |
| Année | Parti | Parti | Circonscription | Voix     | %        | Rang     | Voix    | %       | Issue   |
| ----- | ----- | ----- | --------------- | -------- | -------- | -------- | ------- | ------- | ------- |
| 2017  |       | LREM  | 2e de la Marne  | 11839    | 34,34    | 1er      | 14176   | 51,21   | Élue    |
| 2022  |       | DVC   | 2e de la Marne  | 4103     | 12,51    | 4e       | --      | --      | Battue  |